# Joseph A. Greene
Joseph A. Greene, född 1952, är en amerikansk arkeolog och museiman, verksam inom fältarkeologi, kulturarv och museologi i Mellanöstern och Medelhavsområdet. Han är särskilt känd för sina insatser vid utgrävningar i Tunisien, Jordanien och Cypern, samt för sitt mångåriga arbete vid Harvard Museum of the Ancient Near East.

## Biografi
Greene växte upp i södra Louisiana, USA, i en mångkulturell miljö där franska och engelska traditioner blandades. Han tog doktorsexamen i arkeologi 1986 vid Institute for the Study of Ancient Cultures (tidigare Oriental Institute), University of Chicago.

### Fältarkeologi
Joseph Greene har deltagit i och lett ett flertal arkeologiska utgrävningar och projekt:
- Tunisien (1976–1983): Deltog i ASOR:s Punic Project i Kartago under ledning av Lawrence Stager, och ledde senare Carthage Survey, en omfattande fältinventering av Kartagos omland[3].

- Jordanien (1986–1988): Stipendiat vid American Center of Oriental Research (ACOR) i Amman och grundare av ett USAID-finansierat projekt för kulturarvshantering i Jordanien. Han har även arbetat som rådgivare åt Petra National Trust[3].

- Cypern (1977–1986): Deltog i utgrävningar i Idalion, Kourion och Palaipaphos. Han var senior Fulbright Fellow vid Cyprus American Archaeological Research Institute (CAARI) i Nicosia 1986–1987[3].

### Museiverksamhet
År 1994 tillträdde Greene som kurator vid Harvard Semitic Museum (nu Harvard Museum of the Ancient Near East) och blev senare biträdande direktör. Han arbetade även som museikonsult i länder såsom Saudiarabien, Kuwait, Qatar och Förenade Arabemiraten. Han pensionerades från sin tjänst 2020 men fortsätter som Museum Associate och arbetar med vetenskaplig publicering.

### Publikationer och redaktörskap
Greene har varit redaktör för flera vetenskapliga publikationer:
- Redaktör för ASOR Archaeological Reports Series (2003–2008) och ASOR Annual (2009–2014)[4].
- Medförfattare till The Nabataean Temple at Khirbet et‑Tannur, Jordan (2 vol., 2014)[4].
- Redaktör för The Archaeology of Jordan and Beyond: Essays in Honor of James A. Sauer (2000)[4].

### Föreningsengagemang
Greene har haft flera styrelseuppdrag inom arkeologiska organisationer:
- ASOR (American Society of Overseas Research): Styrelseledamot sedan 2015. Han mottog ASOR Membership Service Award samma år[4].
- CAARI (Cyprus American Archaeological Research Institute): Aktiv i organisationens styrelse sedan tidigt 2000-tal[4].

### Föreläsningar och resor
Som akademisk reseledare har Greene lett expeditioner till länder som Uzbekistan, Iran, Oman och Jordanien, ofta i samarbete med Harvard Alumni Travel.